# 十住断结经
《十住断结经》，全称《最胜问菩萨十住除垢断结经》，大乘佛教典籍。其为姚秦竺佛念翻译。
经中讲述释迦牟尼佛在祗園，照十方界，东方执志通慧菩萨，与五万菩萨相距。其中有最胜菩萨问他法要，释迦摩尼以十住法相答。该经文共有三十三品。